# Charles-Léon de Verdelhan des Molles
Pour les autres membres de la famille, voir Famille de Verdelhan des Molles.
Charles-Léon de Verdelhan des Molles, né le 30 janvier 1805 à Saint-Germain-de-Calberte et mort le 15 novembre 1868) à Saint-Étienne-Vallée-Française, est un homme politique français.

## Biographie
Petit-fils d'un avocat au parlement de Toulouse, propriétaire-agronome à Langogne, il fut élu, le 23 avril 1848, représentant de la Lozère à l'Assemblée constituante, le 2e sur 4, par 10 985 voix sur 32 651 votants et 38 359 inscrits. Il siégea à la droite légitimiste, fit partie du comité de l'administration départementale et communale, et vota : pour la loi sur les attroupements, pour le décret sur les clubs, pour le rétablissement du cautionnement, pour les poursuites contre Louis Blanc et Caussidière, contre l'abolition de la peine de mort, contre l'impôt progressif, contre l'amendement Grévy sur la présidence, contre le droit au travail, contre la réduction de l'impôt du sel, pour la proposition Râteau, pour le renvoi des accusés du 15 mai devant la Haute-Cour, pour l'ordre du jour Oudinot, pour l'interdiction des clubs ; absent par congé depuis le 15 avril.
À la fin de la session, il s'était rallié à la politique du prince-président. Non réélu à l'Assemblée législative, il entra au Corps législatif à une élection partielle, le 26 septembre 1852, en remplacement de Renouard, démissionnaire pour cause d'incompatibilité : l'unique circonscription de la Lozère lui donna, comme candidat officiel, 21 028 voix sur 21 268 votants et 40 092 inscrits. Il siégea dans la majorité monarchique. À la fin de la législature, lors de la demande des douze millions et demi nécessaires à l'achèvement du boulevard Sébastopol, des Molles soutint que la France ne devait pas payer les embellissements de Paris, et qu'il y avait danger à attirer dans une seule ville les ouvriers des campagnes. Aux élections du 22 juin 1857, il échoua avec 8 314 voix contre 18,562 données à l'élu, M. de Chambrun, candidat indépendant, et rentra dans la vie privée.

## Sources
- « Charles-Léon de Verdelhan des Molles », dans Adolphe Robert et Gaston Cougny, Dictionnaire des parlementaires français, Edgar Bourloton, 1889-1891 [détail de l’édition]